# Marginalel
Marginalel kan definieras som den elproduktion som tillförs eller försvinner då elanvändningen ökar eller minskar. När någon slår på en strömbrytare måste elen produceras i samma ögonblick som den ska användas.

Marginalel är den elkraft som med ett marknadsekonomiskt synsätt ligger på marginalen i ett system. Det är denna el som just för tillfället är dyrast i drift - dyrast att producera. Det innebär att en ökning eller minskning av elanvändningen, inom detta system, leder till att produktionen av systemets marginalel ökas eller minskas. I centraleuropa är marginalelen kolkondensproducerad el. Då Sverige är en del av detta system är således kolkondensproducerad el även marginalel i Sverige - något som speciellt framhålls av Björn G. Karlsson, professor i Energisystem vid Linköpings universitet.
Att beräkna miljöpåverkan från el är generellt sett besvärligt då den kan produceras på en uppsjö olika vis med vitt skilda miljöeffekter. Dessutom förändras elproduktion-mixen ständigt. Marginalel är ett sätt att ändå kunna beräkna miljöpåverkan då man på detta sätt bestämmer var elen för en förändrad elanvändning kommer ifrån.
Man ska dock använda begreppet med försiktighet då en ökad elanvändning i Sverige på kort sikt (sekunder och minuter) regleras av vattenkraften i de allra flesta fall. Det är först när det rör sig om ökningar av elanvändningen i ett längre tidsperspektiv som marginalelen är den el som är dyrast i drift. Vid förändring i energianvändningen och jämförelser mellan olika energislag bör man ta hänsyn till vad "marginalenergin" är för alla alternativ i förändringen.